# 2.0 (álbum de 98 Degrees)
2.0 es el quinto álbum de estudio de la agrupación norteamericana 98 Degrees. El álbum fue lanzado el 7 de mayo de 2013 hasta eOne Music. Se trata de su primer álbum de estudio en trece años después de Revelation (2000).

## Antecedentes
El 20 de junio de 2012, Nick y Drew Lachey anunciaron en Ryan Seacrest que el grupo se reuniría para una actuación de una sola vez en el Festival de Mixtape en Hershey, PA en agosto.
El grupo también actuó en el The Today Show el 17 de agosto de 2012. En una entrevista con la revista Rolling Stone el 26 de julio de 2012, a Drew Lachey reveló que una semana antes, el grupo tuvo su primer ensayo en más de una década. También explicó que el grupo decidió volver a unirse porque estaban todos en ese lugar en sus vidas donde se sentían cómodos comprometerse a estar en un grupo nuevo, y también sintió el ritmo es el adecuado, porque el género de la música pop ha vuelto a aparecer alrededor. "La música es muy cíclico. En cuanto al futuro del grupo, dijo que en este momento, que actualmente no tienen un plan más allá de sus actuaciones en The Today Show y el Festival de Mixtape. Sin embargo, en septiembre de 2012, reveló el grupo iba a volver al estudio para grabar un nuevo álbum en octubre. Durante un viaje a Brasil a finales de noviembre la banda sabe innumerables compositores y Jeff dice en una entrevista para Radio Globo que se puede utilizar en cualquiera de sus clips de exuberantes paisajes del país e incluso pedir a un compositor brasileño para escribir un sencillo.
El 22 de enero de 2013, el grupo apareció en The View, junto con New Kids on the Block y Boyz II Men en anunciar su gira conjunta tendrá lugar en el verano de 2013. Este tour se llama "The Package" y los 12 miembros de gira (Boyz II Men con 3 miembros, NKOTB con 5 miembros y 98 grados con 4 miembros) se refieren en broma a sí mismos como "Doce del patíbulo". La gira norteamericana comienza 28 de mayo de 2013.

## Canciones
| N.º | Título                              | Escritor(es)                                                                                    | Producer(s)                                           | Duración |  |
| 1.  | «Microphone»                        | Trevor Hotchkiss, Sanyika Street, Brent Paschke, Colton Fisher, Jason Rabinowitz                | Trevor Wesley, Brent Paschke                          | 3:16     |  |
| 2.  | «Girls Night Out»                   | Emanuel Kiriakou, Claude Kelly                                                                  | Emanuel "Eman" Kiriakou, Andrew "Goldstein" Goldstein | 3:41     |  |
| 3.  | «Lonely»                            | Shaffer Smith, Chuck Harmony                                                                    | Chuck Harmony                                         | 3:27     |  |
| 4.  | «Can't Get Enough»                  | Paschke, Bruce Boniface, Kara DioGuardi                                                         | Brent Paschke                                         | 3:53     |  |
| 5.  | «Impossible Things»                 | Justin Gray, Sheppard Solomon, Priya Jayaram Geddis                                             | Justin Gray, Sheppard Solomon                         | 3:42     |  |
| 6.  | «Hush, Hush»                        | Jamie Houston, Eric Brengle, Michael Hall                                                       | Jamie Houston                                         | 3:42     |  |
| 7.  | «No Part of You»                    | Carsten Schack, Diego Córdoba, Steven Anzo, Alexander "Xplicit" Izquierdo, Clarence Coffee Jr., | Soulshock, Diego & Anzo (co.)                         | 3:44     |  |
| 8.  | «Agree on Goodbye»                  | Thomas Lumpkins, Kelly Lumpkins, Roy Battle                                                     | Battleroy                                             | 2:55     |  |
| 9.  | «Let Go of My Heart»                | Steven Lee Olsen                                                                                | Battleroy                                             | 4:05     |  |
| 10. | «Ayo»                               | Schack, Sean Hurley, Kelly                                                                      | Soulshock, Sean Hurley (co.)                          | 3:17     |  |
| 11. | «Take the Long Way Home»            | Schack, Kenneth Karlin, Philip Martin Lawrence, Bruno Mars                                      | Soulshock & Karlin                                    | 3:56     |  |
| 12. | «Because of You» (acoustic) (bonus) | Anders Bagge, Arnthor Birgisson, Christian Karlsson, Patrick Tucker                             | Andre Harris, Jo Blaq                                 | 3:19     |  |
| 13. | «Invisible Man» (acoustic) (bonus)  | Stephen Alan Kipner, Sean Syed Hosein, Dane Anthony de Villier                                  | Andre Harris, Jo Blaq                                 | 3:21     |  |

## Posicionamiento
| Listas (2013)             | Posición |
| ------------------------- | -------- |
| US Billboard 200          | 65       |
| US Top Independent Albums | 12       |